# Ruwijzer

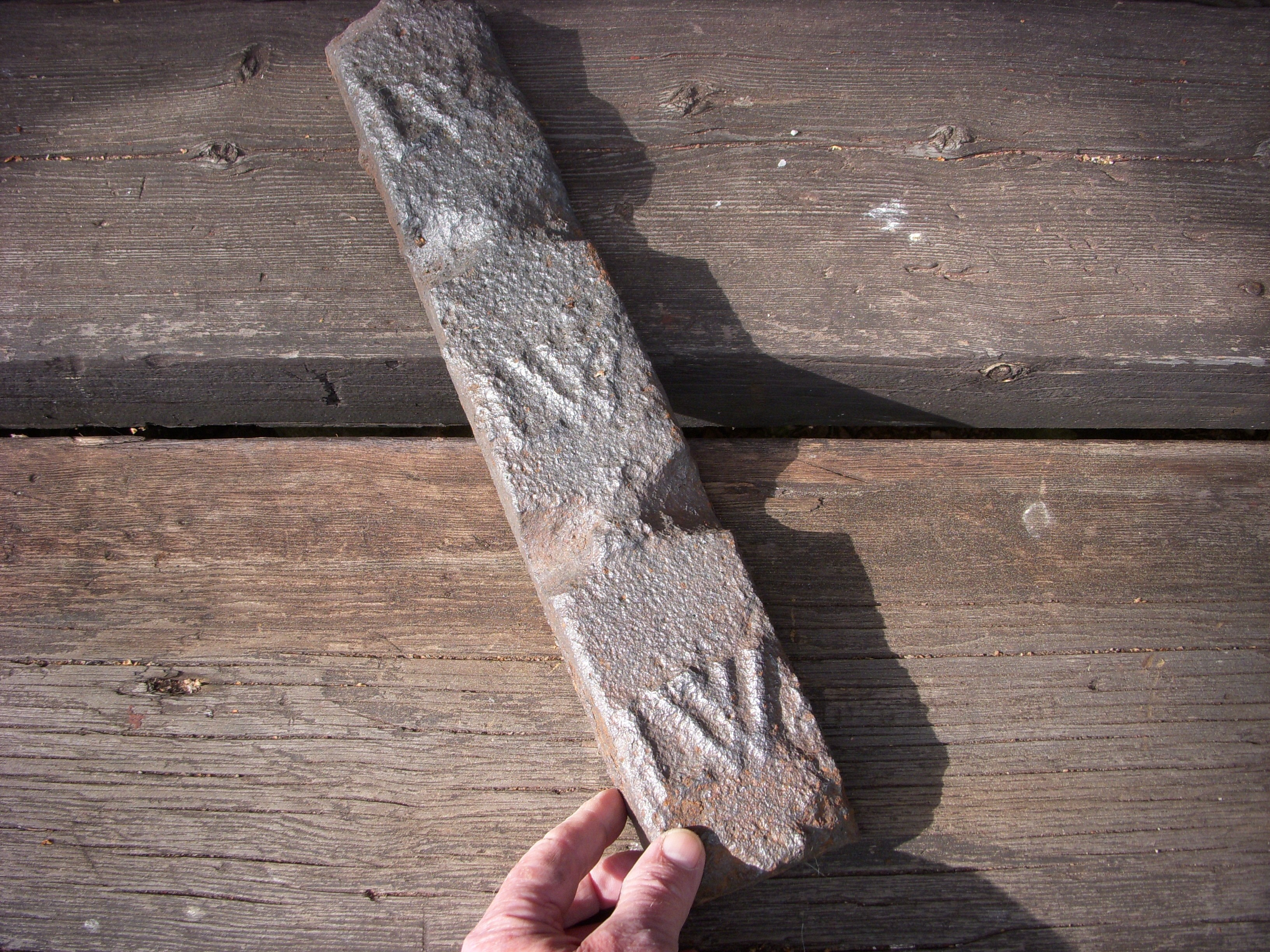
Een staaf ruwijzer

Ruwijzer is het materiaal dat ontstaat na de eerste fase van het proces waarbij ijzererts omgezet wordt in ijzer. Het bevat een hoog koolstofpercentage, namelijk 3,8–4,7%. 
Ruwijzer wordt geproduceerd door een hoogoven. Gestold ruwijzer is een hard, bros, moeilijk buigbaar materiaal met een hoog koolstofgehalte. Om er staal van te maken, moet het koolstofgehalte van het vloeibare ruwijzer worden verlaagd. Dit gebeurt in een staalbedrijf, waar de koolstof door toevoeging van zuivere zuurstof wordt gebonden tot koolstofmonoxide.
Een andere methode is ruwijzer te versmelten met smeedijzer, dat een laag koolstofgehalte heeft. Zo daalt het gehele koolstofgehalte tot dat van staal.